# États d'Aruba
XIIe législature
Bâtiment du Parlement arubais
Les États d'Aruba (en néerlandais : Staten van Aruba ; en papiamento : Parlamento di Aruba) est le parlement monocaméral d'Aruba, un État du royaume des Pays-Bas. Il compte 21 députés, élus au scrutin proportionnel plurinominal pour un mandat de 4 ans. Chaque membre détient son siège jusqu'à ce que le Parlement soit dissous, lors des élections générales qui ont lieu tous les 4 ans. Généralement, le chef du parti qui obtient la majorité au Parlement devient Premier ministre. 
Après les élections, le chef du parti qui obtient la majorité au Parlement, sera chargé de former un gouvernement en proposant une liste de ministres potentiels au Gouverneur d'Aruba. Pendant la période de formation du nouveau gouvernement, il doit également négocier avec les partenaires sociaux de l'île.

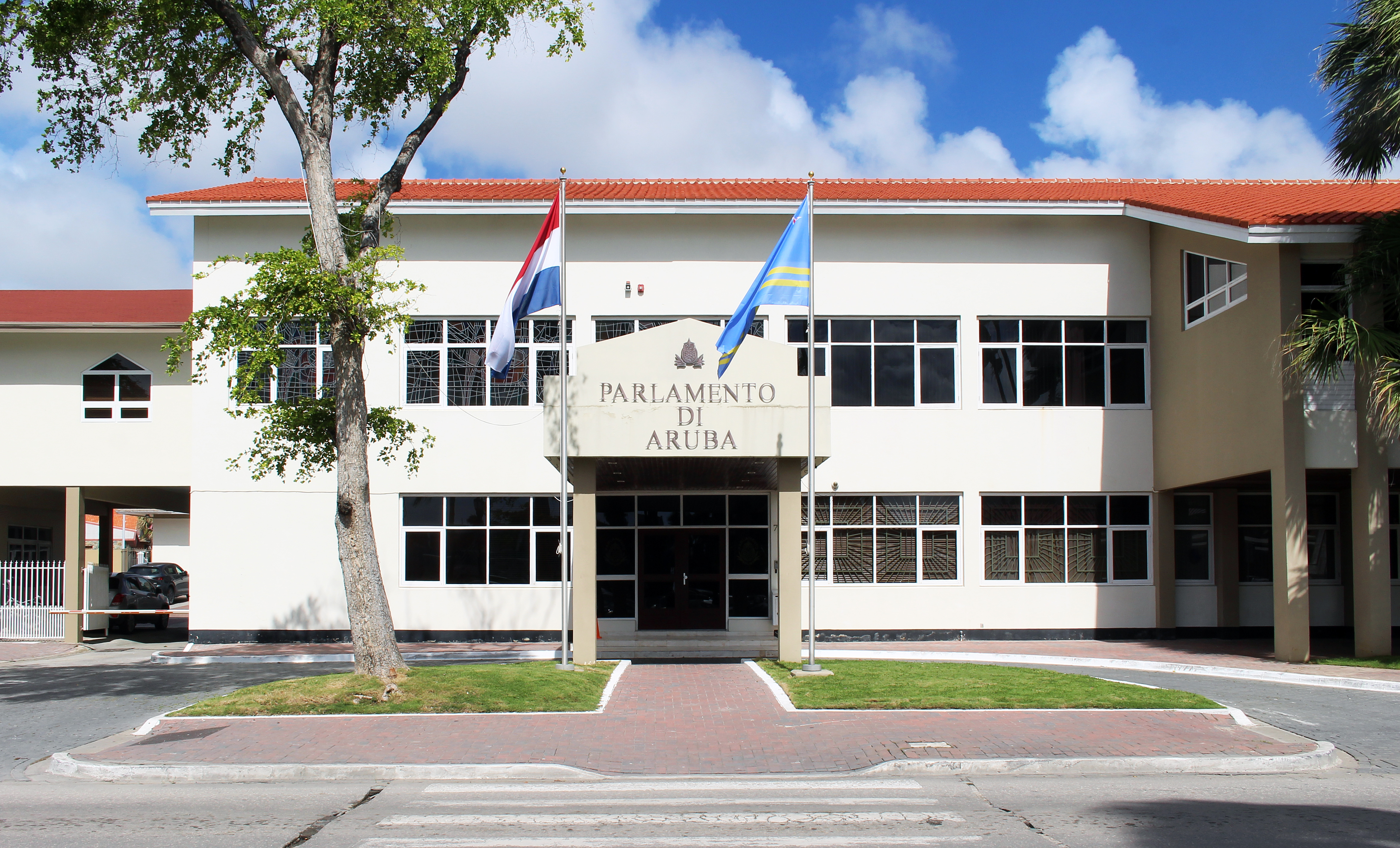
Extérieur du bâtiment

## Système électoral
Les États sont un parlement monocaméral. Ils sont composés de 21 députés élus pour 4 ans selon un mode de scrutin proportionnel plurinominal dans une unique circonscription.

## Composition actuelle
| Partis | Partis                              | Sièges |
| ------ | ----------------------------------- | ------ |
|        | Parti populaire arubais (AVP)       | 9      |
|        | Mouvement électoral du peuple (MEP) | 8      |
|        | FUTURO                              | 3      |
|        | Parti patriotique d'Aruba (PPA)     | 1      |
|        |                                     |        |
| Total  | Total                               | 21     |

## Historique
La flèche indique le seuil de la majorité absolue au parlement, les partis au pouvoir étant placés à gauche.

### États d'Aruba de 1985 à 1989
| ↓   |     |     |     |     |
| 8   | 2   | 2   | 2   | 7   |
| AVP | PPA | ADN | PDA | MEP |

### États d'Aruba de 1989 à 1993
| ↓   |     |     |     |     |
| 10  | 1   | 1   | 8   | 1   |
| MEP | PPA | ADN | AVP | PPN |

### États d'Aruba de 1993 à 1994
| ↓   |     |     |     |     |
| 9   | 1   | 1   | 9   | 1   |
| MEP | PPA | ADN | AVP | OLA |

### États d'Aruba de 1994 à 1997
| ↓   |     |     |
| 10  | 2   | 9   |
| AVP | OLA | MEP |

### États d'Aruba de 1997 à 2001
| ↓   |     |     |
| 10  | 2   | 9   |
| AVP | OLA | MEP |

### États d'Aruba de 2001 à 2005
| ↓   |     |     |     |
| 12  | 6   | 2   | 1   |
| MEP | AVP | MPA | OLA |

### États d'Aruba de 2005 à 2009
| ↓   |     |     |     |
| 11  | 8   | 1   | 1   |
| MEP | AVP | MPA | RED |

### États d'Aruba de 2009 à 2013
| ↓   |     |     |
| 12  | 8   | 1   |
| AVP | MEP | PDR |

### États d'Aruba de 2013 à 2017
| ↓   |     |     |
| 13  | 7   | 1   |
| AVP | MEP | PDR |

### États d'Aruba de 2017 à 2021
| ↓   |     |     |     |
| 9   | 2   | 1   | 9   |
| MEP | POR | RED | AVP |

### États d'Aruba de 2021 à 2025
| ↓   |      |           |     |     |
| 9   | 2    | 1         | 2   | 7   |
| MEP | RAIZ | Action 21 | MAS | AVP |

### États d'Aruba depuis 2025
| ↓   |     |        |     |
| 9   | 8   | 3      | 1   |
| AVP | MEP | FUTURO | PPA |

## Liste des présidents
|    | Nom                      | Début mandat   | Fin mandat     |
| 1  | A.J. Booi (nl)           | Janvier 1986   | Février 1986   |
| 2  | Pedro Bislik (nl)        | Février 1986   | Juillet 1987   |
| 3  | Hector Gonzalez (nl)     | Août 1987      | Février 1989   |
| 4  | Felix Flanegin (nl)      | Février 1989   | Août 1994      |
| 5  | Marco Christiaans (nl)   | Août 1994      | Janvier 1998   |
| 6  | Booshi Wever (nl)        | Janvier 1998   | Juin 1998      |
| 7  | Eddie Croes (nl)         | Juin 1998      | Octobre 2001   |
| 8  | Frido Croes (nl)         | Octobre 2001   | Mai 2004       |
| 9  | Marlon Werleman (nl)     | Mai 2004       | Octobre 2005   |
| 10 | Rudy Croes (nl)          | Octobre 2005   | Novembre 2005  |
| 11 | Mervin Wyatt-Ras (nl)    | Novembre 2005  | Octobre 2009   |
| 12 | Andy Lee                 | Octobre 2009   | Juin 2010      |
| 13 | Paul Croes (nl)          | Juin 2010      | Octobre 2013   |
| 14 | Marisol Lopez-Tromp (nl) | Octobre 2013   | Septembre 2016 |
| 15 | Mervin Wyatt-Ras (nl)    | Septembre 2016 | Octobre 2017   |
| 17 | Guillfred Besaril (nl)   | Octobre 2017   | Novembre 2017  |
| 18 | Juan Thijsen (nl)        | Novembre 2017  | Juillet 2021   |
| 19 | Edgard Vrolijk (nl)      | Juillet 2021   | Septembre 2024 |
| 20 | Raymond Kamperveen       | Septembre 2024 | Janvier 2025   |
| 21 | Gerlien Croes (nl)       | Janvier 2025   | en fonction    |